# Hrádek (Heulos)

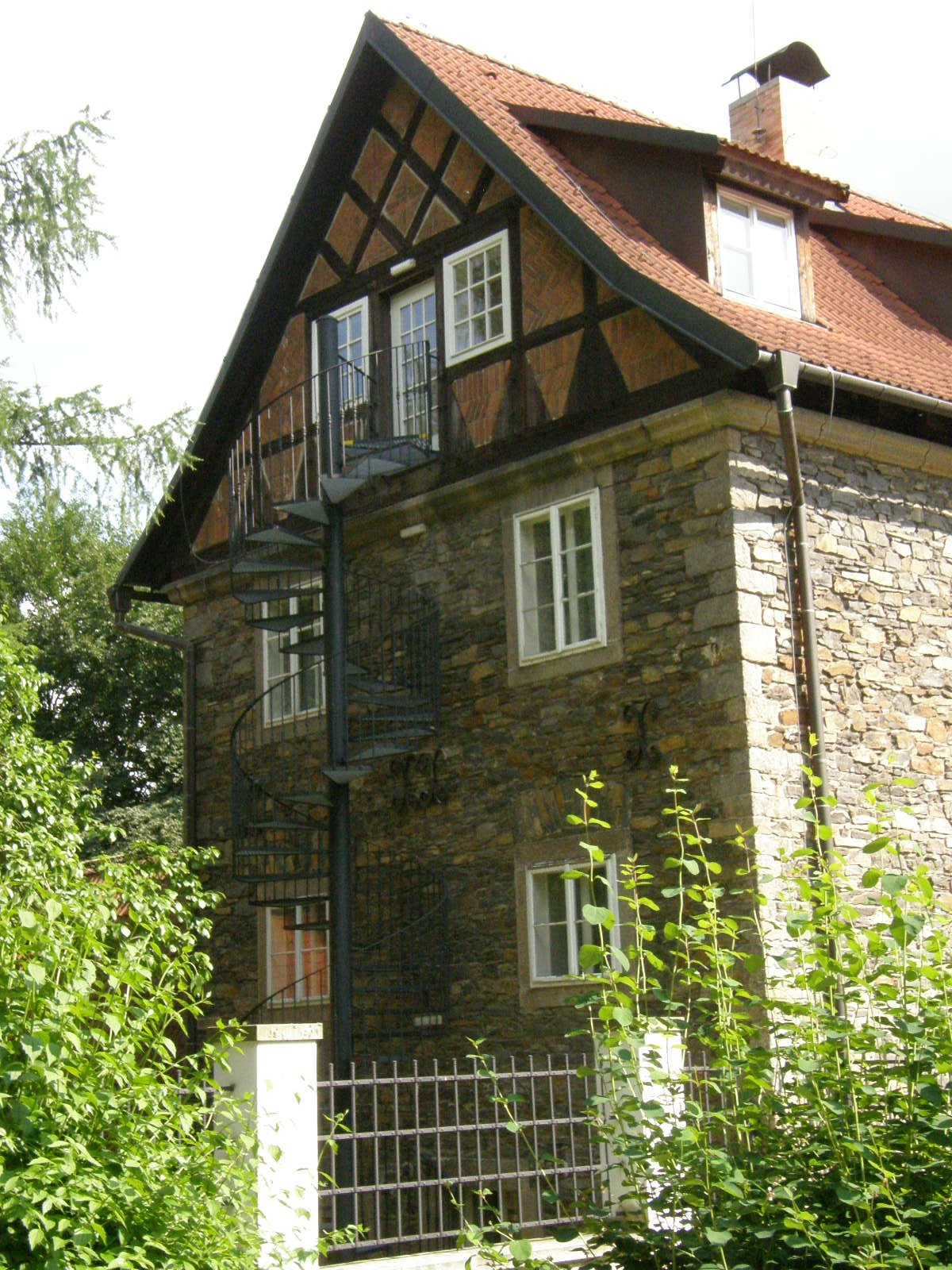
Severní průčelí východního křídla

Hrádek (též Heuloský hrádek) je budova v Jihlavě fungující jako školící centrum a ubytování pro Policejní prezidium Policie České republiky. Nachází se v lesoparku Heulos nad údolím Jihlávky. Postaven byl ve starogermánském stylu v roce 1941. Dříve fungoval jako internátní škola Hitlerjugend. Leží nad Zoologickou zahradou a Letním kinem. Stavba je umístěna v jedné linii s bránou Matky Boží, kašnou Neptuna a radnicí.

## Historie
Stavět se začalo 11. dubna 1941. Hlavním architektem byl Fritz G. Winter, údajně podle skici samotného Hitlera. Stavba byla navržena jako ubytovna (Jugendherberge), poté v roce 1943 byla rozhodnuto o adaptování pro funkci školy Hitlerjugend. Vznikla tak jako dvanáctá v pořadí a zároveň poslední stavba tohoto určení.
Dne 6. ledna 1944 se zde konalo slavnostní shromáždění za účasti zástupců města a NSDAP. Stalo se tak u příležitosti nastěhování žáků a vychovatelů do první školy Hitlerjugend v Čechách a na Moravě. Původní oficiální název byl Škola Adolfa Hitlera Čechy a Morava.
Samotný objekt hrádku je mohutná trojkřídlá budova ve tvaru písmene U, kde nádvoří je situováno severně. Stavba byla kompletně vybudovaná z kamene. Na krajích vstupního dvoru jsou dvě rohové věže. Celý komplex vznikl jako dvoupatrový s obytnými podkrovními prostory. U konce pravého křídla byla přistavěno několik garážových stání, které fungují dodnes.
Na svoji dobu byla škola vybavena s veškerým komfortem a technickým vybavením, např. ústřední topení a el. kuchyň s plynem.
K zámečku náleží i samostatná velká terasa s výhledem do lesoparku Heulos. Ještě dnes je zde původní kašna z mrákotínské žuly od českých kameníků. Prvotní socha z kašny je nyní vystavena v Praze. Našla se zakopaná pod vstupním prahem. Druhá, na terase již nestojící socha, představovala prý Ódina, pohanského boha smrti, války a magie (určení sochy však není jednotné, z dochovaných fotek je zřejmé, že měla meč, nikoliv Odinovo kopí). Také tato skulptura byla na konci války zakopána, ale s odjezdem posledních německých vojsk (objekt také sloužil jako zotavovna pro raněné elitní nacisty) zmizela úplně.
Po osvobození v roce 1945 byl v budově umístěn internátní ubytovnu učňů SPD (Středisko pracujícího dorostu). Mezi roky 1960-1965 zde byli ubytováni posluchači Pedagogického institutu a poté do roku 1990 sloužil objekt jako studentská ubytovna jihlavského oddělení Vysoké školy zemědělské Brno. Další čtyři roky byl objekt prázdný, chátral a byl devastován. V roce 1995 jej bezplatným převodem od Ministerstva školství získala SPŠ MV (Střední policejní škola Ministerstva vnitra) v Jihlavě.
Rekonstrukce architekta Petra Holuba v roce 1995 adaptovala stavbu na současný stav nákladem 40 milionů.